# Get-Process
Get-Process est une commande (cmdlet) de l'interface en ligne de commande et du langage de script PowerShell développé par Microsoft.
Cette commande permet d'afficher les processus (programmes) en cours d'exécution sur un ordinateur.
À partir de l'interface graphique de Windows, le résultat de la commande Get-Process peut être visualisé notamment par la combinaison des touches Ctrl+Alt+Suppr, puis en sélectionnant le Gestionnaire des tâches suivi de l'onglet « Processus ».